# كياتيسوك سيناموانغ
كياتيسوك «زيكو» سيناموانغ (بالتايلندية: เกียรติศักดิ์ เสนาเมือง)، من مواليد 11 أغسطس 1973 في كهون كان في تايلند، وهو لاعب كرة قدم تايلندي، وقد لعب مع منتخب تايلند لكرة القدم بين عامي 1993 و2004، وشارك في رقم قياسي من المباريات الدولية بلغ 117 مباراة دولية وسجل رقم قياسي من الأهداف الدولية وهو 63 هدف دولي.
كان سيناموانغ ضابط شرطة، ولكنه ترك وظيفته ليصبح لاعب كرة قدم محترف، وقد لعب مع نادي بيرلس الماليزي، قبل أن ينضم إلى نادي هدرسفيلد يونايتد الإنجليزي في عام 1999، وبعد موسم واحد عاد إلى تايلند ولعب مع نادي رايبراكا، وثم انضم إلى نادي سنغافورة أرمد فورس حيث لعب معهم 20 مباراة وسجل 15 هدف، وفي مارس 2002 انتقل إلى فيتنام ولعب مع نادي هوانغ أهن جيا لاي، وقد ساعدهم على الفوز بلقب الدوري عدة مرات.

## روابط خارجية
- كياتيسوك سيناموانغ على موقع الاتحاد الدولي (مؤرشف)  (الإنجليزية)
- كياتيسوك سيناموانغ على موقع قاعدة بيانات كرة القدم.إي يو (الإنجليزية)
- كياتيسوك سيناموانغ على موقع ناشيونال فوتبول تيمز (الإنجليزية)
- كياتيسوك سيناموانغ على موقع عالم كرة القدم.نت (الإنجليزية)
- كياتيسوك سيناموانغ على موقع كووورة